# Kopek Gábor
Kopek Gábor (Komló, 1955. január 27. –) fotográfus, médiaművész, egyetemi tanár, a Moholy-Nagy Művészeti Egyetem volt rektora, 2015 nyarától 2018 júniusáig a Collegium Hungaricum Berlin igazgatója.

## Életpályája
Diplomáját 1981-ben szerezte meg a lipcsei Grafikai és Könyvművészeti Főiskolán (Hochschule für Grafik und Buchkunst). 2003-ban szerezte meg a doktori fokozatot. A Moholy-Nagy Művészeti Egyetem Doktori Iskolájának törzstagjaként számos doktorandusz hallgatóval foglalkozott. A Moholy-Nagy Művészeti Egyetem oktatójaként, majd tanszékvezető tanáraként, emellett vendégprofesszorként dolgozott a stuttgarti Merz Akadémián, a groningeni Minerva Akadémián és a berlini Universität der Künstén. 2006-2014 között az egyetem rektora.  Kezdeményezésére indult el az egyetem nagyszabású fejlesztése, amelyet 2014 augusztusától miniszterelnöki megbízottként felügyelt.
2015 nyarától 2018 júniusáig a Collegium Hungaricum Berlin igazgatója volt.

## Külső hivatkozások
- fotó Kopek Gáborról
- Interjú Kopek Gáborral